# Mistrzostwa Estonii w piłce siatkowej mężczyzn (2023)
Mistrzostwa Estonii w piłce siatkowej mężczyzn 2023 (est. Eesti meeste meistrivõistlused võrkpallis 2023) – 98. sezon mistrzostw Estonii (wliczając mistrzostwa Estonii w latach 1925-1944 oraz mistrzostwa Estońskiej SRR) zorganizowany przez Estoński Związek Piłki Siatkowej (Eesti Võrkpalli Liit, EVL). Mistrzostwa zainaugurowane zostały 8 marca i trwały do 5 kwietnia 2023 roku.
W Mistrzostwach Estonii 2023 uczestniczyły cztery drużyny biorące udział w lidze bałtyckiej. Rozgrywki składały się z półfinałów, meczów o 3. miejsce i finałów.
Po raz pierwszy mistrzem Estonii został zespół Selver/TalTech, który w finałach fazy play-off pokonał Bigbank Tartu. Był to dziesiąty tytuł wliczając mistrzostwa zdobyte przez Selver Tallinn. Trzecie miejsce zajął Barrus Võru VK.

## System rozgrywek
Mistrzostwa Estonii 2023 składały się z półfinałów, meczów o 3. miejsce i finałów. Uczestniczyły w nich cztery estońskie drużyny grające w lidze bałtyckiej.
Pary półfinałowe utworzone zostały na podstawie miejsc zajętych przez poszczególne drużyny w fazie zasadniczej ligi bałtyckiej. Pierwszą parę utworzyła najlepsza estońska drużyna z czwartą, natomiast drugą parę – dwa pozostałe zespoły. Rywalizacja toczyła się do trzech zwycięstw ze zmianą gospodarza po każdym meczu. Gospodarzem pierwszego spotkania była drużyna, która w fazie zasadniczej ligi bałtyckiej zajęła wyższe miejsce. Zwycięzcy w parach półfinałowych grali w finałach o mistrzostwo Estonii, przegrani natomiast walczyli o 3. miejsce.
O 3. miejsce drużyny rywalizowały do trzech zwycięstw na zasadach analogicznych co w półfinałach.
Finały grane były do czterech zwycięstw ze zmianą gospodarza po każdym meczu. Gospodarzem pierwszego spotkania była drużyna, która w fazie zasadniczej ligi bałtyckiej zajęła wyższe miejsce.

## Drużyny uczestniczące
| | Mistrzostwa Estonii 2023 |     |
| --- | ------------------------ | --- |
| TRT | Bigbank Tartu            | 1   |
| PÄR | Pärnu VK                 | 2   |
| SEL/TTE | Selver/TalTech           | 3/4 |
| VŐR | Barrus Võru VK           | —   |
| Oznaczenia: - kolumna pierwsza – skróty nazw drużyn wpisane na mapie (jeśli ta została zamieszczona), - kolumna trzecia – miejsce zajęte przez daną drużynę w poprzednim sezonie. |                          |     |

## Drabinka
|  |           |                |                |                |           |           |                    |   |               |        |        |        |        |        |        |        |        |        |
|  | Półfinały | Półfinały      | Półfinały      | Półfinały      | Półfinały | Półfinały | Półfinały          |   |               | Finały | Finały | Finały | Finały | Finały | Finały | Finały | Finały | Finały |
|  | Półfinały | Półfinały      | Półfinały      | Półfinały      | Półfinały | Półfinały | Półfinały          |   |               | Finały | Finały | Finały | Finały | Finały | Finały | Finały | Finały | Finały |
|  |           |                |                |                |           |           |                    |   |               |        |        |        |        |        |        |        |        |        |
|  |           |                |                |                |           |           |                    |   |               |        |        |        |        |        |        |        |        |        |
|  | 1         | Bigbank Tartu  | 3              | 3              | 3         |           |                    |   |               |        |        |        |        |        |        |        |        |        |
|  | 1         | Bigbank Tartu  | 3              | 3              | 3         |           |                    |   |               |        |        |        |        |        |        |        |        |        |
|  | 4         | Pärnu VK       | 1              | 2              | 0         |           |                    |   |               |        |        |        |        |        |        |        |        |        |
|  | 4         | Pärnu VK       | 1              | 2              | 0         |           |                    | 1 | Bigbank Tartu | 0      | 1      | 2      | 2      |        |        |        |        |        |
|  |           |                |                |                |           |           |                    | 1 | Bigbank Tartu | 0      | 1      | 2      | 2      |        |        |        |        |        |
|  |           |                | 2              | Selver/TalTech | 3         | 3         | 3                  | 3 |               |        |        |        |        |        |        |        |        |        |
|  | 2         | Selver/TalTech | 2              | Selver/TalTech | 3         | 3         | 3                  | 3 | 3             | 3      | 1      | 3      |        |        |        |        |        |        |
|  | 2         | Selver/TalTech |                |                |           |           |                    |   |               |        |        |        |        |        |        |        |        |        |
|  | 3         | Barrus Võru VK | 0              | 1              | 3         | 2         |                    |   |               |        |        |        |        |        |        |        |        |        |
|  | 3         | Barrus Võru VK | 0              | 1              | 3         | 2         | Mecze o 3. miejsce |   |               |        |        |        |        |        |        |        |        |        |
|  |           |                |                |                |           |           |                    |   |               |        |        |        |        |        |        |        |        |        |
|  |           |                |                |                |           |           |                    |   |               |        |        |        |        |        |        |        |        |        |
|  |           |                |                |                |           |           |                    |   |               |        |        |        |        |        |        |        |        |        |
|  | 3         | Barrus Võru VK | Barrus Võru VK | Barrus Võru VK | 3         | 3         | 3                  |   |               |        |        |        |        |        |        |        |        |        |
|  | 3         | Barrus Võru VK | Barrus Võru VK | Barrus Võru VK | 3         | 3         | 3                  |   |               |        |        |        |        |        |        |        |        |        |
|  | 4         | Pärnu VK       | Pärnu VK       | Pärnu VK       | 0         | 2         | 0                  |   |               |        |        |        |        |        |        |        |        |        |
|  | 4         | Pärnu VK       | Pärnu VK       | Pärnu VK       | 0         | 2         | 0                  |   |               |        |        |        |        |        |        |        |        |        |

## Rozgrywki

### Półfinały
(do trzech zwycięstw)
| Data               | Godz.              | Gospodarz          | Rezultat                                | Gość               | Widzów             |
| ------------------ | ------------------ | ------------------ | --------------------------------------- | ------------------ | ------------------ |
| Bigbank Tartu (1)  | Bigbank Tartu (1)  | Bigbank Tartu (1)  | 3 – 0                                   | (4) Pärnu VK       | (4) Pärnu VK       |
| 10.03.2023         | 19:00              | Bigbank Tartu      | 3:1 (23:25, 25:22, 25:23, 25:14)        | Pärnu VK           | 82                 |
| 12.03.2023         | 17:00              | Pärnu VK           | 2:3 (25:23, 21:25, 27:25, 16:25, 11:15) | Bigbank Tartu      | 284                |
| 15.03.2023         | 19:00              | Bigbank Tartu      | 3:0 (25:14, 25:12, 25:15)               | Pärnu VK           | 160                |
| Selver/TalTech (2) | Selver/TalTech (2) | Selver/TalTech (2) | 3 – 1                                   | (3) Barrus Võru VK | (3) Barrus Võru VK |
| 08.03.2023         | 19:00              | Selver/TalTech     | 3:0 (26:24, 25:13, 25:16)               | Barrus Võru VK     | 302                |
| 12.03.2023         | 18:00              | Barrus Võru VK     | 1:3 (27:25, 19:25, 29:31, 23:25)        | Selver/TalTech     | 258                |
| 16.03.2023         | 19:00              | Selver/TalTech     | 1:3 (21:25, 25:16, 20:25, 26:28)        | Barrus Võru VK     | 358                |
| 19.03.2023         | 17:00              | Barrus Võru VK     | 2:3 (25:23, 25:23, 21:25, 20:25, 11:15) | Selver/TalTech     | bd.                |

### Mecze o 3. miejsce
(do trzech zwycięstw)
| Data               | Godz.              | Gospodarz          | Rezultat                               | Gość           | Widzów       |
| ------------------ | ------------------ | ------------------ | -------------------------------------- | -------------- | ------------ |
| Barrus Võru VK (3) | Barrus Võru VK (3) | Barrus Võru VK (3) | 3 – 0                                  | (4) Pärnu VK   | (4) Pärnu VK |
| 25.03.2023         | 17:00              | Barrus Võru VK     | 3:0 (36:34, 25:20, 25:18)              | Pärnu VK       | 300          |
| 28.03.2023         | 19:00              | Pärnu VK           | 2:3 (21:25, 23:25, 25:23, 25:18, 8:15) | Barrus Võru VK | 338          |
| 01.04.2023         | 17:00              | Barrus Võru VK     | 3:0 (25:18, 25:18, 25:23)              | Pärnu VK       | 400          |

### Finały
(do czterech zwycięstw)
| Data              | Godz.             | Gospodarz         | Rezultat                                | Gość               | Widzów             |
| ----------------- | ----------------- | ----------------- | --------------------------------------- | ------------------ | ------------------ |
| Bigbank Tartu (1) | Bigbank Tartu (1) | Bigbank Tartu (1) | 0 – 4                                   | (2) Selver/TalTech | (2) Selver/TalTech |
| 26.03.2023        | 17:00             | Bigbank Tartu     | 0:3 (23:25, 18:25, 23:25)               | Selver/TalTech     | 950                |
| 29.03.2023        | 19:00             | Selver/TalTech    | 3:1 (25:21, 13:25, 25:14, 25:18)        | Bigbank Tartu      | 581                |
| 02.04.2023        | 17:00             | Bigbank Tartu     | 2:3 (25:20, 19:25, 25:18, 22:25, 8:15)  | Selver/TalTech     | 945                |
| 05.04.2023        | 19:00             | Selver/TalTech    | 3:2 (25:22, 23:25, 23:25, 25:23, 15:13) | Bigbank Tartu      | 845                |

## Klasyfikacja końcowa
| Poz. | Drużyna        |
| ---- | -------------- |
| 1.   | Selver/TalTech |
| 2.   | Bigbank Tartu  |
| 3.   | Barrus Võru VK |
| 4.   | Pärnu VK       |

## Drużyna sezonu
| Pozycja      | Zawodnik                        |
| ------------ | ------------------------------- |
| Rozgrywający | Léo Meyer (Selver/TalTech)      |
| Atakujący    | Matěj Šmídl (Bigbank Tartu)     |
| Przyjmujący  | Oliver Orav (Selver/TalTech)    |
| Przyjmujący  | Matt Slivinski (Barrus Võru VK) |
| Środkowi     | Mart Naaber (Bigbank Tartu)     |
| Środkowi     | Marx Aru (Selver/TalTech)       |
| Libero       | Johan Vahter (Selver/TalTech)   |
| Źródło:      |                                 |